# コルグ・Xシリーズ
Xシリーズ（エックスシリーズ）はコルグのシンセサイザーの型番・商品名。01/Wシリーズの性能を凝縮したアマチュア用のシンセサイザー/音源モジュール。型番からすればコルグ・01/Wシリーズであるが事実としてはコルグX5のモジュール版であるコルグ05R/W、同じくコルグ製のDTM音源モジュールコルグAG-10も含めて紹介する。
1993年7月登場。

## Xシリーズの製品

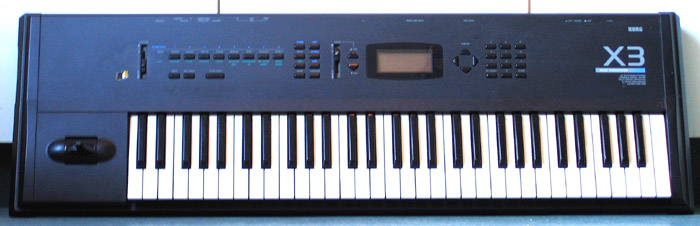
コルグX3
16パート、同時発音数32音。61鍵モデル。音色は本体+RAMカード使用時400プログラム+GM対応プログラム+400コンビネーション。SMF対応16トラック・シーケンサーとフロッピーディスクドライブを搭載。
コルグX2
16パート、同時発音数32音。コルグX3の76鍵モデル。ピアノ音色が追加されている。
コルグX3R
コルグX3の2Uラックマウントモデル。SMF対応16トラック・シーケンサーとフロッピーディスクドライブも搭載している。
コルグ05R/W
型番からすれば01/Wシリーズであるが、後に発売されたコルグX5の1Uハーフラックサイズ音源モジュール版であり、事実上の位置づけは「コルグX5R」である。16パート32音ポリ。GM対応。DTM用ではあるが、ローランド・SCシリーズの大多数の機種とは異なりエディットした音色を本体内に記憶する機能を持つなど単体シンセサイザーの色合いも濃く、GMモードよりコンビネーションの方がその真価を発揮できると言われている。
コルグX5
1994年発売。コルグ05R/Wの61鍵キーボード版。340マルチサウンド+164ドラム・サウンド、47種の独立2系統のステレオ・デジタル・マルチエフェクターを内蔵。32音ポリ。TO-HOST端子でコンピューターとの接続を前提とし内蔵シーケンサーやフロッピーディスクドライブは装備しない。コルグのDTMパッケージ『Audio Gallery Pro』同梱のX5は白色のボディーを採用していた。
コルグX5D
1995年発売。コルグX5に新サンプリング・データとコルグ・Mシリーズなどに収録していた人気の高いサウンドを追加し、64音ポリにした上位機種。コルグのDTMパッケージ『Audio Gallery Pro』同梱のX5DはX5同様白色のボディーを採用していた。
コルグX5DR
1995年発売。コルグX5Dの1Uハーフラック音源モジュール版、すなわちコルグ05R/Wの上位機種。コルグX5Dより半年ほど先に発売された。16パート64音ポリ。GM対応。
コルグAG-10
外装は白色。ディスプレイなしの音源モジュール、1Uハーフラックサイズ。16パート32音ポリ。GM対応。2系統のエフェクト内蔵。
音源のコアチップにX3などと同じものを使用している。
コルグAG-WB
AG-10のWaveblasterドーダーボード版。NS5Rのコルグ純正オプションとして販売。MIDI-KG/EXとまったく同じ基板。
I-O DATA MIDI-KG/EX
AG-10のWaveblasterドーダーボード版。
I-O DATA MIDI-KG/APW
AG-10のOEM版。
コルグX50
コルグX5Dの後継。61鍵。PS60の発売により一度は生産終了になったが、再生産がなされ現行機種となっている。音色は同社のコルグ・TRITONシリーズと共通となっている。コンピューターとの接続はUSB。